# Isaura Maenhaut
Isaura Maenhaut van Lemberge (Brugge, 24 december 1998) is een Belgisch zeilster.

## Levensloop
Ze kwalificeerde zich samen met Anouk Geurts tijdens de Lanzarote International Regatta - het duo eindigde 7e in het eindklassement van deze wedstrijd - voor de Olympische Zomerspelen te Tokio, waar ze deelnemen aan de 49 FX-klasse.
Maenhaut studeert nautische wetenschappen aan de Hogere Zeevaartschool Antwerpen.